# Bulbus fragilis
Bulbus fragilis is een slakkensoort uit de familie van de Naticidae. De wetenschappelijke naam van de soort is voor het eerst geldig gepubliceerd in 1819 door Leach.